# گورستان شه تواز
گورستان شه تواز (هـ -۱۱۵) در شهرستان هرسین، روستای حسن بقعه واقع شده و این اثر در تاریخ ۲۴ فروردین ۱۳۸۲ با شمارهٔ ثبت ۸۱۵۶ به‌عنوان یکی از آثار ملی ایران به ثبت رسیده است.